# Dwie Minuty Nienawiści
Dwie Minuty Nienawiści (ang. Two Minutes Hate) – w książce Georga Orwella Rok 1984 codzienny rytuał odbywający się w Oceanii. Polegał on na oglądaniu filmów propagandowych, których program był zmienny; zawsze centralną postacią Dwóch Minut Nienawiści był Emmanuel Goldstein – przywódca Braterstwa. Zazwyczaj podczas pokazywania Goldsteina w tle pojawiali się żołnierze państw wrogich Oceanii (Wschódazji lub Eurazji). Pod koniec Dwóch Minut Nienawiści nagle pojawiała się twarz Wielkiego Brata uspokajającego tłum biorący udział w zgromadzeniu. Po nim pojawiało się hasło partii:
Wojna to pokój, wolność to niewola, ignorancja to siła.